# Aeroporto

Pianta dell'Aeroporto di Milano-Malpensa: sono evidenziate le piste in grigio scuro, le strutture di supporto e le aree collaterali in grigio chiaro e i due terminal in nero

Un aeroporto è un'infrastruttura attrezzata per il decollo e l'atterraggio di aeromobili, per il transito dei relativi passeggeri e del loro bagaglio, per il ricovero e il rifornimento dei velivoli.

## Storia
L'aeroporto di Pearson Field situato a Vancouver nello Stato di Washington, USA, costruito nel 1905 è il più vecchio aeroporto tuttora in attività, anche se fino al 1911 servì come punto d'attracco per i dirigibili.
Il primo vero aeroporto è quello di College Park, situato a College Park in Maryland e costruito nel 1909 e tuttora in attività.
Gli aeroporti italiani più antichi sono quelli di Roma-Centocelle costruito nel 1908 e di Torino-Mirafiori costruito anch'esso nel 1908 e inaugurato ufficialmente due anni dopo. Entrambi gli aeroporti sono caduti in disuso come aeroporti civili dopo la seconda guerra mondiale e l'aeroporto di Centocelle è adibito al solo uso militare.
L'aeroporto di Bisbee-Douglas costruito nel 1941 a Douglas in Arizona è il primo aeroporto internazionale ed è tuttora in attività.
Gli aeroporti moderni sono caratterizzati da due grandi macro-aree, dette air-side e land-side, costituite rispettivamente dalle infrastrutture di volo o a esso asservite e dalle strutture e aree accessibili al pubblico.
Della zona air-side fanno parte la pista, generalmente in conglomerato bituminoso, eventualmente con testate rigide pavimentate in calcestruzzo, un piazzale di sosta per gli aeromobili, uno o più raccordi che collegano il piazzale alla pista di volo e, talvolta, una o più vie di rullaggio. Negli aeroporti più grandi, in zona air-side vi sono inoltre degli hangar per il ricovero e la manutenzione dei mezzi aeroportuali (trattori, mezzi di rampa, ecc.) e una caserma dei vigili del fuoco.
Della zona land-side fanno invece parte l'aerostazione passeggeri, la viabilità, i parcheggi per le autovetture e altre eventuali strutture aperte al pubblico.

### La pista

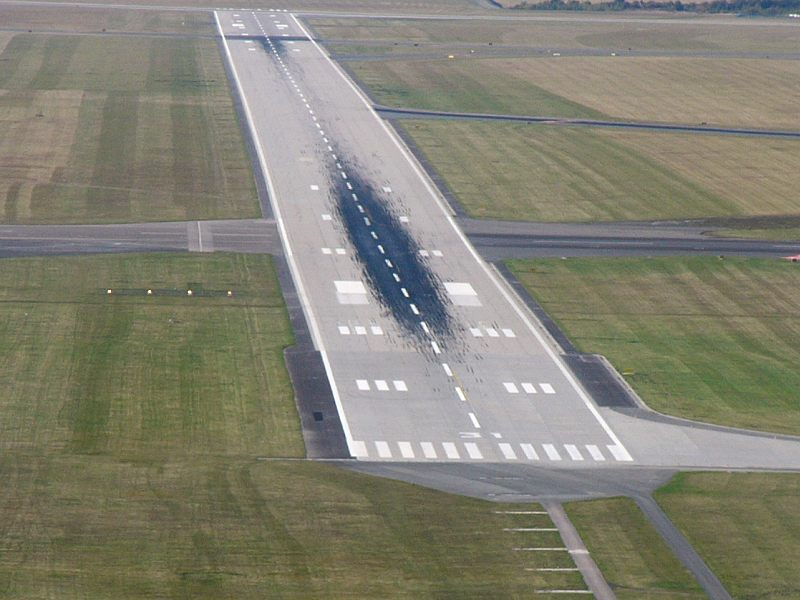
Una pista d'atterraggio dove sono ben visibili i punti chiave dell'atterraggio riconoscibili dai segni di contatto degli pneumatici degli aerei

Le moderne piste degli aeroporti hanno una sovrastruttura semirigida, attentamente studiata nel suo orientamento per tener conto della presenza di eventuali ostacoli naturali, della direzione dei venti preponderanti nella zona e della posizione del sole lungo l'arco della giornata.
La pista deve sempre essere dotata di luci di bordo, mentre sono obbligatorie le luci d'asse solo per le piste di categoria più elevata. Sia le luci di bordo sia le luci d'asse forniscono al pilota delle indicazioni metriche per cui esse sono bianche nel tratto iniziale e diventano rispettivamente arancioni e rosse nel tratto terminale.
Le luci di soglia e di fine pista sono sempre obbligatorie, disposte trasversalmente alla pista e rispettivamente di colore verde e di colore rosso.
L'illuminazione della pista serve per renderla visibile di notte o in condizioni di scarsa visibilità. L'intensità delle luci di pista è stabilita dal "Regolamento per la costruzione e l'esercizio degli aeroporti" emanato dall'Ente Nazionale per l'Aviazione Civile (ENAC) e viene periodicamente misurata.
La pista può essere dotata di sistemi PAPI e ILS, che permettono gli atterraggi strumentali, anche in condizioni di scarsa visibilità. Meno precisi sono invece gli atterraggi con l'utilizzo di VOR, RNAV o GPS.
Negli aeroporti più grandi e trafficati le piste sono spesso più di una, per separare atterraggi e decolli oppure sono disposte in varie direzioni per consentire sempre le operazioni nella giusta direzione di vento.
Le piste sono affiancate da strade di servizio per l'intervento dei mezzi di soccorso e sono collegate alla zona di parcheggio degli aeromobili per mezzo di raccordi.
La sicurezza del traffico aereo prevede anche la presenza, entro apposite superfici prospicienti le piste, di luci di segnalazione per segnalare strutture (fabbricati, ciminiere, tralicci) che possono costituire un ostacolo alla navigazione aerea.
Gli aeroporti aperti al traffico notturno, inoltre, devono essere segnalati da appositi fari aeronautici come il faro di aerodromo e il faro di identificazione, installati secondo precisi criteri.

### Vie di rullaggio, raccordi e piazzale di sosta

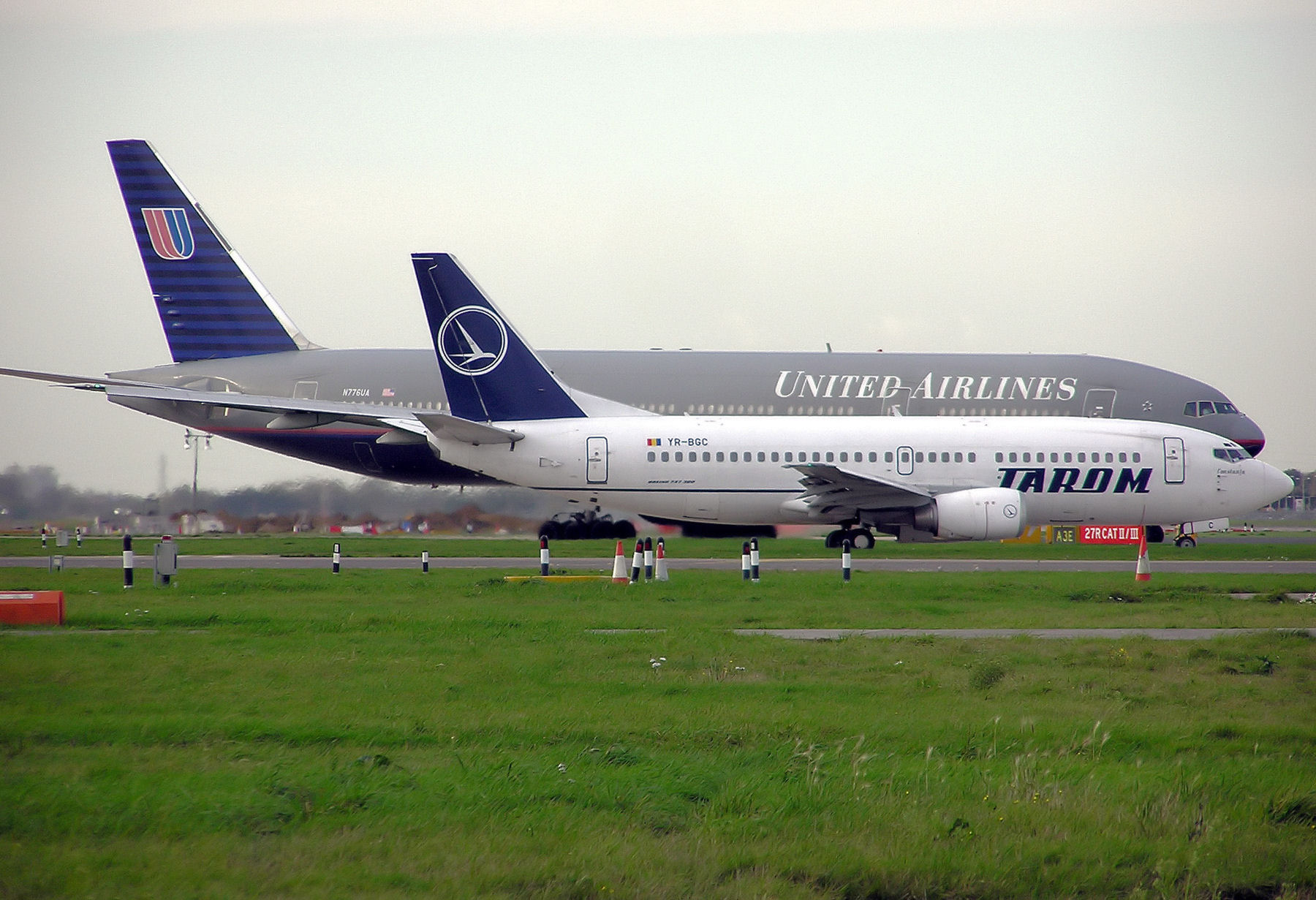
Aerei in fase di rullaggio

Le piste di volo sono talvolta affiancate da vie di rullaggio a esse parallele con la funzione di far circolare in senso rotatorio gli aeromobili, evitando possibili interferenze, in modo da poter movimentare contemporaneamente più macchine, riducendo i tempi di attesa.
Le luci di bordo delle vie di rullaggio, ove presenti, sono di colore blu.
I raccordi, detti anche bretelle, sono dei tratti pavimentati che collegano il piazzale direttamente alla pista o alla via di rullaggio. In alcuni casi i raccordi presentano un angolo di incidenza con la pista di volo sufficientemente ridotto per consentire l'uscita rapida in situazioni di emergenza.
Le luci di bordo dei raccordi, se presenti, sono di colore blu.
Il piazzale di sosta è un'area destinata alla sosta degli aeromobili, alle operazioni di salita a bordo e sbarco dei passeggeri e, talvolta, alle operazioni di de-icing. In genere il piazzale è realizzato con lastre di calcestruzzo non armato e pertanto di elevato spessore per sostenere i notevoli carichi cui è soggetto (aerei con il pieno di carburante, di passeggeri e di bagagli).
Le luci di bordo del piazzale sono obbligatorie e sono di colore blu.

### Torre di controllo

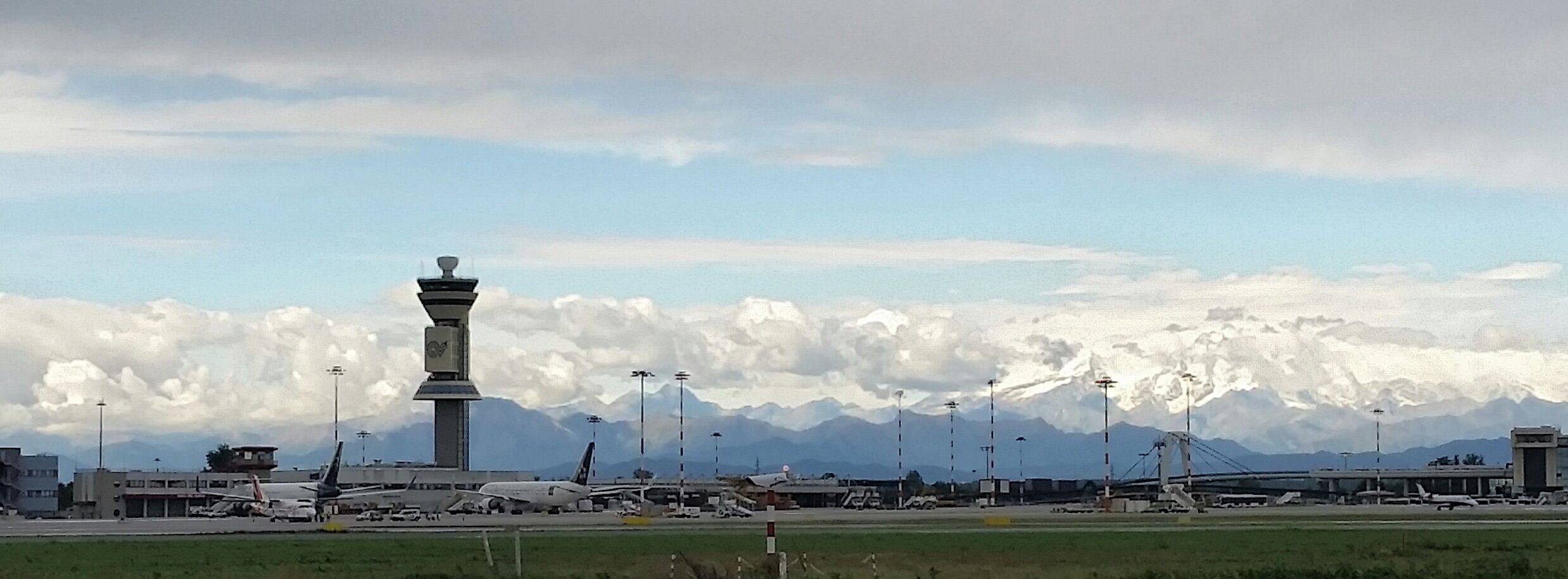
La torre di controllo è posizionata in modo da permettere di controllare a vista i movimenti in pista. Aeroporto di Milano-Malpensa, torre di controllo ENAV.

La torre di controllo (TWR) è il luogo dove i controllori del traffico aereo gestiscono i movimenti degli aeromobili in arrivo, a terra e in partenza. Essi sono in contatto con i controllori del traffico aereo che operano presso i centri di controllo d'aerea (ACC) dai quali prendono in consegna i velivoli in arrivo e ai quali consegnano i velivoli decollati.
Dalla torre si controllano i movimenti a terra degli aeromobili e dei veicoli che transitano in pista, anche avvalendosi di appositi radar di terra.

### Il terminal

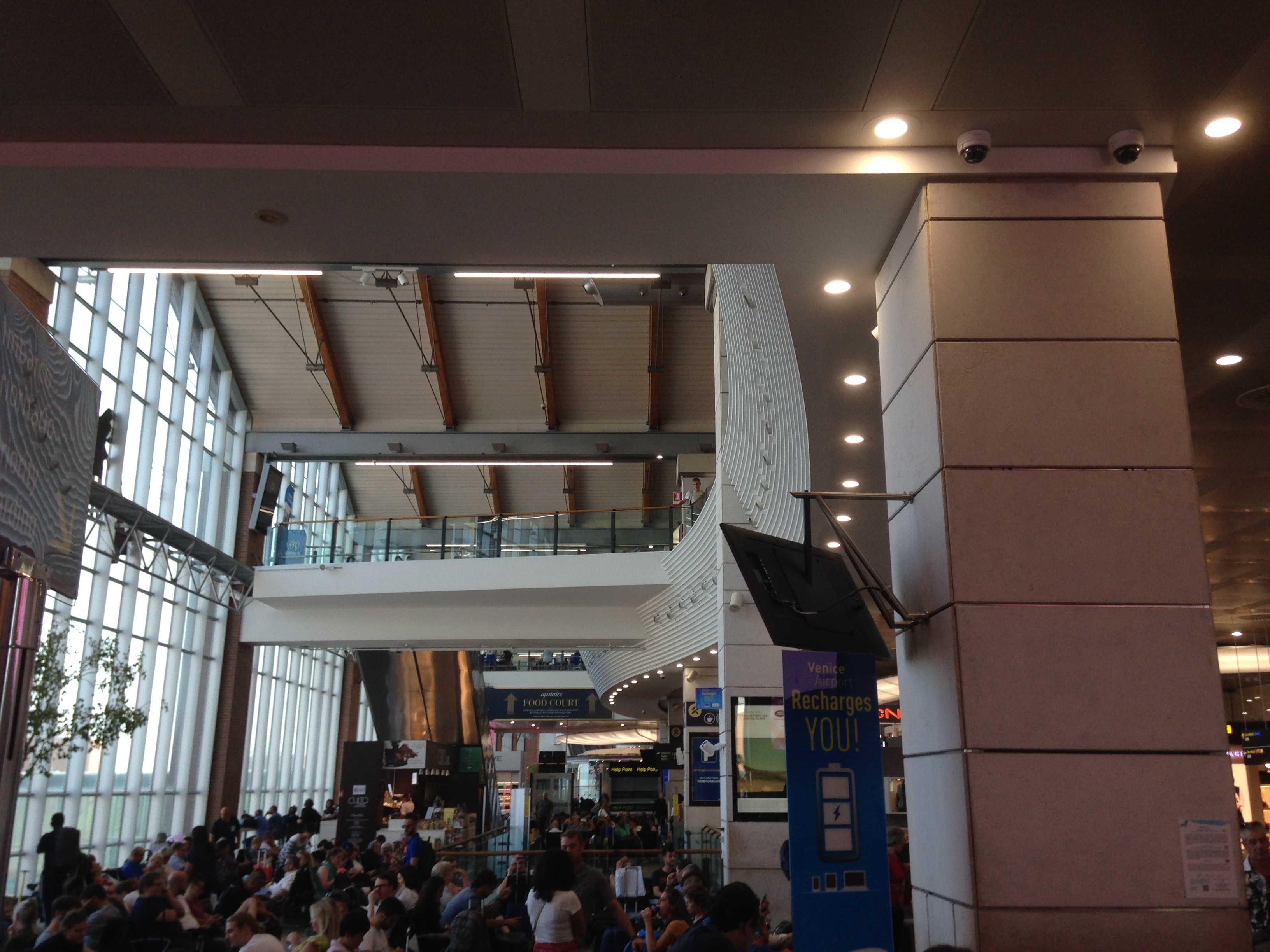
Area imbarchi dell'aeroporto di Venezia.

Il terminal è la parte più vicina alle aree di parcheggio per le auto dei passeggeri in partenza, fermate d'autobus e di taxi, talvolta stazioni ferroviarie o metropolitane per consentire un collegamento veloce con le località più prossime. Il terminal di un grande aeroporto civile moderno contiene al suo interno tutto quello che serve per le operazioni di imbarco e sbarco dei passeggeri, dai banchi del check-in, dalle postazioni di controllo dei documenti e di imbarco, dalla dogana (nel caso di aeroporti internazionali) ai servizi relativi ai bagagli. All'interno della struttura, sono sempre presenti anche servizi accessori come bar, ristoranti e negozi.

## Tragitto del passeggero dal terminal all'aeroplano
Le procedure di imbarco e in arrivo, sempre più evolute, sono soggette a continue variazioni. Possono comunque essere riassunte in quanto segue.

### Partenza
Lasciato il mezzo di trasporto usato per raggiungere l'aeroporto, il passeggero si reca al terminal aeroportuale, dove trova indicato su appositi tabelloni il banco presso il quale va espletata la procedura di accettazione, il cosiddetto check-in, se non è già stata sbrigata online, in altro luogo o con l'aiuto degli appositi apparecchi installati all'aeroporto.
Al banco del check-in è normale che il passeggero depositi il suo bagaglio da stiva, cioè da imbarcare e trasportare separatamente, su un nastro trasportatore, dove viene pesato, etichettato con le indicazioni del volo su cui deve essere imbarcato e poi trasportato nella stiva dell'aereo. In genere sono ammessi senza sovrapprezzo bagagli pesanti da 10 a 32 kg. I limiti di peso e dimensione variano a seconda del vettore e della classe di volo scelti. Ci può anche essere un secondo bagaglio, più leggero e meno ingombrante, il cosiddetto bagaglio a mano, che viene portato personalmente dal passeggero in cabina e che ha anch'esso limiti di dimensioni e peso ben precisi (fissati spesso intorno ai 55x40x20 cm e a una decina di chili). A tale proposito negli aeroporti sono spesso presenti dei cestelli che servono per verificare se il proprio bagaglio a mano non eccede i limiti (se si riesce a introdurre agevolmente il bagaglio nel cestello esso rientra nelle tolleranze). Generalmente è durante la procedura del check-in che al viaggiatore viene assegnato il posto a sedere. Esso viene riportato sulla carta d'imbarco, ossia il documento che consente e garantisce l'accesso alle zone dell'aeroporto riservate ai viaggiatori. Questa carta (detta in inglese boarding pass) riporta l'uscita o cancello dove avverrà l'imbarco (gate), l'orario dell'imbarco (boarding time), il numero del posto (seat) e i dati del bagaglio da stiva.
Per accedere alla zona d'imbarco il passeggero deve eseguire i controlli di sicurezza, effettuati in appositi varchi presidiati dalle forze di polizia: si verifica con il passaggio nel metal detector ed eventualmente con una perquisizione manuale (detta palpazione, eseguita in caso di dubbi) che nel bagaglio a mano o sotto gli indumenti il passeggero non abbia armi oppure altri oggetti pericolosi. Il bagaglio a mano viene ispezionato depositandolo su un nastro trasportatore che attraversa una macchina a raggi X (anche il bagaglio da stiva viene ispezionato in questo modo all'atto del deposito), mentre il passeggero cammina attraverso un metal detector a cancello. Nuovi apparecchi in uso all'aeroporto di Amsterdam-Schiphol mostrano al personale un'immagine scannerizzata di tutto il corpo del passeggero, in grado di mostrare anche ciò che si trova sotto i vestiti. A questo punto solitamente si devono esibire un documento d'identità (valido per l'espatrio, nel caso di voli internazionali) e la carta d'imbarco; il tipo di documento richiesto può variare a seconda del paese di destinazione.
Superati i controlli, il passeggero può entrare nell'area riservata ai viaggiatori (in inglese air side) e si reca, a piedi o con il mezzo di trasporto riservato ai passeggeri, al cancello o uscita del proprio volo. È in questa zona che si trovano i cosiddetti duty-free shop, negozi presso i quali si possono fare acquisti esentasse di prodotti che si possono portare in aereo. All'atto del passaggio attraverso il cancello possono essere nuovamente controllati i documenti d'identità e la carta d'imbarco.
Il trasferimento dal cancello al velivolo può avvenire di nuovo a piedi oppure attraverso un servizio di navetta interno che trasferisca i passeggeri nelle vicinanze dell'aereo. Per salire a bordo dell'aereo si usano o i manicotti d'imbarco, passerelle coperte che consentono il passaggio diretto dal cancello al velivolo e che sono una soluzione particolarmente comoda per i passeggeri a mobilità ridotta, oppure le apposite scale trasportabili, che non sempre sono munite di elevatori per disabili e anziani.

### Arrivo
Dopo il decollo, il percorso aereo e l'atterraggio, i passeggeri che sono giunti a destinazione e quelli in transito seguono due percorsi differenti.
I viaggiatori in transito, cioè quelli che devono continuare il viaggio su un altro aereo, dopo essere usciti dall'aereo seguono la segnaletica dell'aeroporto dove effettuano lo scalo fino a raggiungere una zona speciale, detta area di transito, da dove, spesso senza dover rifare i controlli di sicurezza, possono accedere all'area d'imbarco dello stesso aeroporto, da cui potranno accedere all'aereo che devono prendere.
Chi invece è giunto a destinazione passa nuovamente i controlli di identità, per poi avvicinarsi a un nastro trasportatore da cui si recupera il bagaglio precedentemente consegnato al check-in in cambio di una ricevuta (il nastro a cui arrivano i bagagli di ciascun volo viene indicato su appositi tabelloni, i viaggiatori devono recarsi al nastro corretto ed attendere l'arrivo su di esso del loro bagaglio). Il personale dell'aeroporto può controllare che i viaggiatori siano gli effettivi proprietari del bagaglio controllando questa ricevuta. Il regolare arrivo dei bagagli e la loro consegna sono tra le procedure più soggette a errori e inconvenienti (soprattutto se i bagagli sono privi dell'indicazione nominativa del proprietario o se il viaggio è interrotto da trasbordi).
Il viaggiatore, per finire, passa attraverso i controlli doganali. Un corridoio segnalato con un cartello verde è riservato ai passeggeri che non hanno nulla da dichiarare. Gli altri scelgono il percorso segnalato da un cartello rosso per espletare la dichiarazione alla dogana (per esempio se si deve dichiarare che si trasportano grosse somme in denaro contante).
Fatto ciò, il viaggiatore entra nella zona accessibile a tutto il pubblico per poi recarsi al prossimo mezzo di trasporto.

## Aeroporti minori e aviosuperfici

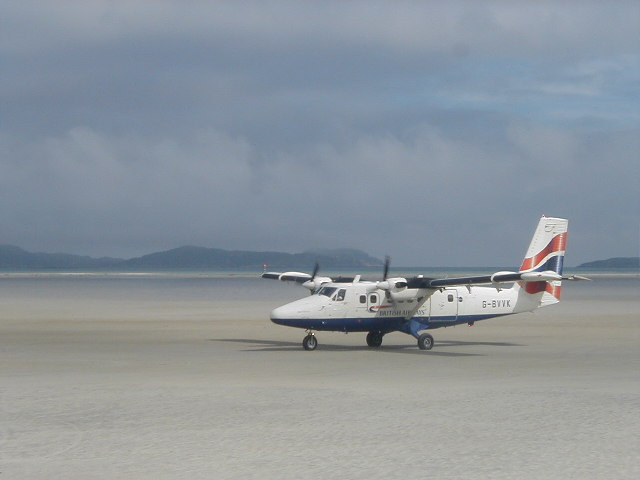
L'aeroporto dell'isola di Barra, Isole Ebridi, Scozia, l'unico al mondo che utilizza la spiaggia come pista.

Gli aeroporti minori possono non avere il terminal, avere una sola pista, eventualmente erbosa, e nessuna pista di rullaggio. Esistono inoltre aeroporti controllati e non controllati. Tra quelli controllati, quelli maggiori hanno una torre, che fornisce autorizzazioni agli aeromobili, altri hanno semplicemente un servizio di informazioni sul traffico e sul meteo detto AFIS (Airport Flight Information Service), che però non fornisce autorizzazioni e non ha responsabilità. Sta al pilota verificare se lo spazio che sta per occupare è effettivamente libero o meno. Gli aeroporti non controllati inoltre hanno semplicemente una frequenza radio dedicata detta biga, a cui non è detto che qualcuno risponda, che i piloti usano per comunicare agli altri aerei in zona la propria posizione.
L'aviosuperficie invece è un'area su cui è possibile atterrare perché il proprietario lo consente. Le aviosuperfici in genere sono semplicemente grandi prati livellati, ma nulla vieta al proprietario di costruire un vero e proprio aeroporto, dotato di piste asfaltate, luci e terminal. Le aviosuperfici si suddividono in segnalate e non segnalate, e in pendenza o non in pendenza (il limite per quelle non in pendenza è il 2% di inclinazione). I piloti che desiderano usufruire di ognuna di queste quattro categorie di aviosuperfici devono conseguire un'apposita abilitazione.

## Codici identificativi
Gli aeroporti vengono identificati univocamente da un insieme di 4 lettere, detto indicatore di località o codice ICAO. La prima lettera identifica la regione geografica (regione ICAO tecnicamente), la seconda la nazione, e le altre due l'aeroporto. Per fare un esempio, l'aeroporto di Roma Fiumicino è LIRF, dove L sta per Europa Meridionale e bacino del mediterraneo, I è l'Italia, R indica (in questo caso, ma non necessariamente) la regione informazioni volo di Roma e F l'aeroporto. L'ultima lettera dovrebbe coincidere con l'iniziale della città ma se questo non è possibile viene assegnata una lettera casuale.
Altri esempi: l'aeroporto di Viterbo è LIRV,mentre quello di Barcellona in Spagna, è LEBL, dove la E sta per Spagna (España).
I codici sono pubblicati nel Doc 7910 dell'ICAO.
Un altro sistema di codici aeroportuali è quello IATA, utilizzato ad esempio sulle etichette nominative applicate sui bagagli al check-in, costituiti da tre lettere ispirate al nome dell'aeroporto. Ad esempio il codice IATA di Bergamo Orio al Serio è BGY; quello di Milano Malpensa MXP, Roma Fiumicino FCO, Londra Heathrow LHR e così via.
Altre nazioni, come gli Stati Uniti o il Canada, adottano una loro classificazione di aeroporti: per ogni aeroporto il codice viene assegnato con la prima lettera della regione ICAO (K, Stati Uniti) seguito dal codice IATA dell'aeroporto.
Es. il John F. Kennedy Intl Airport di New York, porta il codice KJFK (K è la regione, JFK è il cod. IATA)
In territori con molti aeroporti, soggetti quindi alla carenza di nominativi (è ancora il caso degli Stati Uniti), si accettano anche codici misti di lettere e numeri.
La IATA dà anche i codici alle compagnie aeree. Per esempio il codice IATA di ITA Airways è AZ, di British Airways BA, di American Airlines AA, di Air Malta KM.

## Impatto ambientale e sicurezza
Normalmente i grandi aeroporti civili internazionali sono situati nelle vicinanze di una grande città e a essa collegati da strade o autostrade. Il loro posizionamento, soprattutto nei tempi attuali, è molto complesso anche per gli ostacoli posti dalla popolazione alla loro costruzione; nessuno infatti è ben disposto ad accettare vicino alla propria casa una installazione che porta con sé delle problematiche accentuate di inquinamento dell'aria e di rumore. Spesso la popolazione residente nelle adiacenze degli aeroporti si costituisce in comitati antirumore, con lo scopo di limitare l'attività degli impianti e/o la costruzione di apposite barriere che limitino l'impatto ambientale.
Inoltre la vicinanza di un aeroporto ad un centro abitato comporta anche rischi per le conseguenze di un eventuale incidente aereo nelle fasi di decollo e atterraggio. Al fine di mitigare tali conseguenze, in Italia per le zone contermini ad aeroporti civili vige l'obbligo di adottare uno specifico piano di rischio aeroportuale (PRA).

## Aeroporti nel mondo
La tabella sottostante è relativa a una statistica pubblicata dalla CIA nel 2013 e indica le nazioni con più di 50 aeroporti (senza distinzione tra piste pavimentate e sterrate).
| Stato                 | Aeroporti | Anno |
| --------------------- | --------- | ---- |
| 1 Stati Uniti         | 13.513    | 2013 |
| 2 Brasile             | 4.093     | 2013 |
| 3 Messico             | 1.714     | 2013 |
| 4 Canada              | 1.467     | 2013 |
| 5 Russia              | 1.218     | 2013 |
| 6 Argentina           | 1.138     | 2013 |
| 7 Bolivia             | 855       | 2013 |
| 8 Colombia            | 836       | 2013 |
| 9 Paraguay            | 799       | 2013 |
| 10 Indonesia          | 673       | 2013 |
| 11 Sudafrica          | 566       | 2013 |
| 12 Papua Nuova Guinea | 561       | 2013 |
| 13 Germania           | 539       | 2013 |
| 14 Cina               | 507       | 2013 |
| 15 Cile               | 481       | 2013 |
| 16 Australia          | 480       | 2013 |
| 17 Francia            | 464       | 2013 |
| 18 Regno Unito        | 460       | 2013 |
| 19 Venezuela          | 444       | 2013 |
| 20 Ecuador            | 432       | 2013 |
| 21 India              | 346       | 2013 |
| 22 Iran               | 319       | 2013 |
| 23 Guatemala          | 291       | 2013 |
| 24 Filippine          | 247       | 2013 |
| 25 Svezia             | 231       | 2013 |
| 26 Arabia Saudita     | 214       | 2013 |
| 27 RD del Congo       | 198       | 2013 |
| 28 Kenya              | 197       | 2013 |
| 29 Zimbabwe           | 196       | 2013 |
| 30 Perù               | 191       | 2013 |
| 31 Ucraina            | 187       | 2013 |
| 32 Angola             | 176       | 2013 |
| 33 Giappone           | 175       | 2013 |
| 34 Tanzania           | 166       | 2013 |
| 35 Costa Rica         | 161       | 2013 |
| 36 Algeria            | 157       | 2013 |
| 37 Pakistan           | 151       | 2013 |
| 38 Spagna             | 150       | 2013 |
| 39 Finlandia          | 148       | 2013 |
| 40 Nicaragua          | 147       | 2013 |
| 41 Libia              | 146       | 2013 |
| 42 Uruguay            | 133       | 2013 |
| 43 Cuba               | 133       | 2013 |
| 44 Oman               | 132       | 2013 |
| 45 Italia             | 129       | 2013 |
| 46 Rep. Ceca          | 128       | 2013 |
| 47 Polonia            | 126       | 2013 |
| 48 Nuova Zelanda      | 123       | 2013 |
| 49 Panama             | 117       | 2013 |
| 50 Guyana             | 117       | 2013 |
| 51 Malaysia           | 114       | 2013 |
| 52 Namibia            | 112       | 2013 |
| 53 Corea del Sud      | 111       | 2013 |
| 54 Honduras           | 103       | 2013 |
| 55 Iraq               | 102       | 2013 |
| 56 Thailandia         | 101       | 2013 |
| 57 Mozambico          | 98        | 2013 |
| 58 Turchia            | 98        | 2013 |
| 59 Kazakistan         | 96        | 2013 |
| 60 Islanda            | 96        | 2013 |
| 61 Norvegia           | 95        | 2013 |
| 62 Siria              | 90        | 2013 |
| 63 Zambia             | 88        | 2013 |
| 64 Sudan del Sud      | 85        | 2013 |
| 65 Madagascar         | 83        | 2013 |
| 66 Egitto             | 83        | 2013 |
| 67 Corea del Nord     | 82        | 2013 |
| 68 Danimarca          | 80        | 2013 |
| 69 Grecia             | 77        | 2013 |
| 70 Botswana           | 74        | 2013 |
| 71 Sudan              | 74        | 2013 |
| 72 Croazia            | 69        | 2013 |
| 73 Bulgaria           | 68        | 2013 |
| 74 El Salvador        | 68        | 2013 |
| 75 Bielorussia        | 65        | 2013 |
| 76 Birmania           | 64        | 2013 |
| 77 Portogallo         | 64        | 2013 |
| 78 Svizzera           | 63        | 2013 |
| 79 Lituania           | 61        | 2013 |
| 80 Bahamas            | 61        | 2013 |
| 81 Somalia            | 61        | 2013 |
| 82 Ciad               | 59        | 2013 |
| 83 Etiopia            | 57        | 2013 |
| 84 Yemen              | 57        | 2013 |
| 85 Suriname           | 55        | 2013 |
| 86 Marocco            | 55        | 2013 |
| 87 Polinesia francese | 54        | 2013 |
| 88 Nigeria            | 54        | 2013 |
| 89 Uzbekistan         | 53        | 2013 |
| 90 Austria            | 52        | 2013 |
| 91 Afghanistan        | 52        | 2013 |

Sono tre gli Stati del mondo ad avere un solo aeroporto e sono Gambia, Brunei e Nauru, che condividono la stessa particolarità con il territorio speciale cinese di Macao.
Invece sono cinque gli Stati senza alcun aeroporto e sono Andorra, il Liechtenstein, Principato di Monaco, San Marino e Città del Vaticano, ma questi ultimi Stati posseggono almeno un eliporto.

## Aeroporti in Italia
In Italia, la gestione degli aeroporti civili è spesso svolta da compagnie di gestione locali, come ad esempio la Società Aeroporti di Roma (AdR) o la Società Esercizi Aeroportuali di Milano (SEA), la Società Azionaria Gestione Aeroporto Torino (SAGAT), Gestione Aeroporto Palermo (GESAP) o Società Aeroporto Catania (SAC), la Società Aeroportuale Calabrese (SACAL), Aeroporti di Puglia (AdP) e la SAVE di Venezia.
La gestione delle norme in materia aeronautica spetta all'Ente nazionale per l'aviazione civile (ENAC), mentre la gestione del traffico aereo in aeroporto è di competenza dell'ENAV, o dell'Aeronautica Militare oppure di altri fornitori di servizi a seconda degli aeroporti.
L'Italia è membro dell'ICAO, un'agenzia dell'ONU, e applica i documenti normativi approvati da questa organizzazione. Fa parte inoltre dell'ECAC, omologo europeo dell'ENAC, e di EUROCONTROL, l'organizzazione dei fornitori di servizi al traffico aereo europei.
Secondo la regolamentazione dell'ENAC, gli aeroporti italiani si dividono nelle seguenti tipologie demaniali:
1. Aeroporti civili
2. Aeroporti civili con qualifica di privati
3. Aeroporti privati
4. Aeroporti militari aperti al traffico civile autorizzato
5. Aeroporti militari eccezionalmente aperti al traffico civile previa autorizzazione
6. Aeroporti promiscui (civili/militari)

## Primati
- L'aeroporto di Qamdo Bamda, a Bamda (Cina) è l'aeroporto con la pista più lunga (5,5 km) al mondo e, fino al 16 settembre 2013, il più alto (4.400 m s.l.m.).[7][8][9]
- L'Aeroporto di Daocheng Yading, in Tibet (Cina), è quello situato all'altitudine maggiore (4.411 m s.l.m.).[10]
- L'aeroporto di Ul'janovsk-Vostočnyj a Ul'janovsk (Russia), è quello con la pista di atterraggio più larga (105 m).
- L'aeroporto Internazionale di Atlanta-Hartsfield-Jackson, ad Atlanta (Stati Uniti), è l'aeroporto più trafficato per numero di passeggeri e velivoli, con 96.178.999 passeggeri in arrivo[11] e 911.074 velivoli in arrivo e in partenza nel 2013.[12]
- L'aeroporto Internazionale di Hong Kong (Hong Kong) è l'aeroporto con il maggior traffico di aerei cargo, che nel 2013 vedeva 4.166.303 tonnellate di merci in transito nello scalo.[13]
- L'Aeroporto di Dammam-Re Fahd, a Dammam (Arabia Saudita), è quello che si estende sulla maggiore superficie (780 km²).